# BrainPort
Em Empreendedorismo, Brainport é a região do sul da Holanda que capta investimentos em diversas áreas da ciência e tecnologia para desenvolver sua comunidade intelectual, tornando mais rica a experiência de seus habitantes e gerando uma forma visionária de pensar.

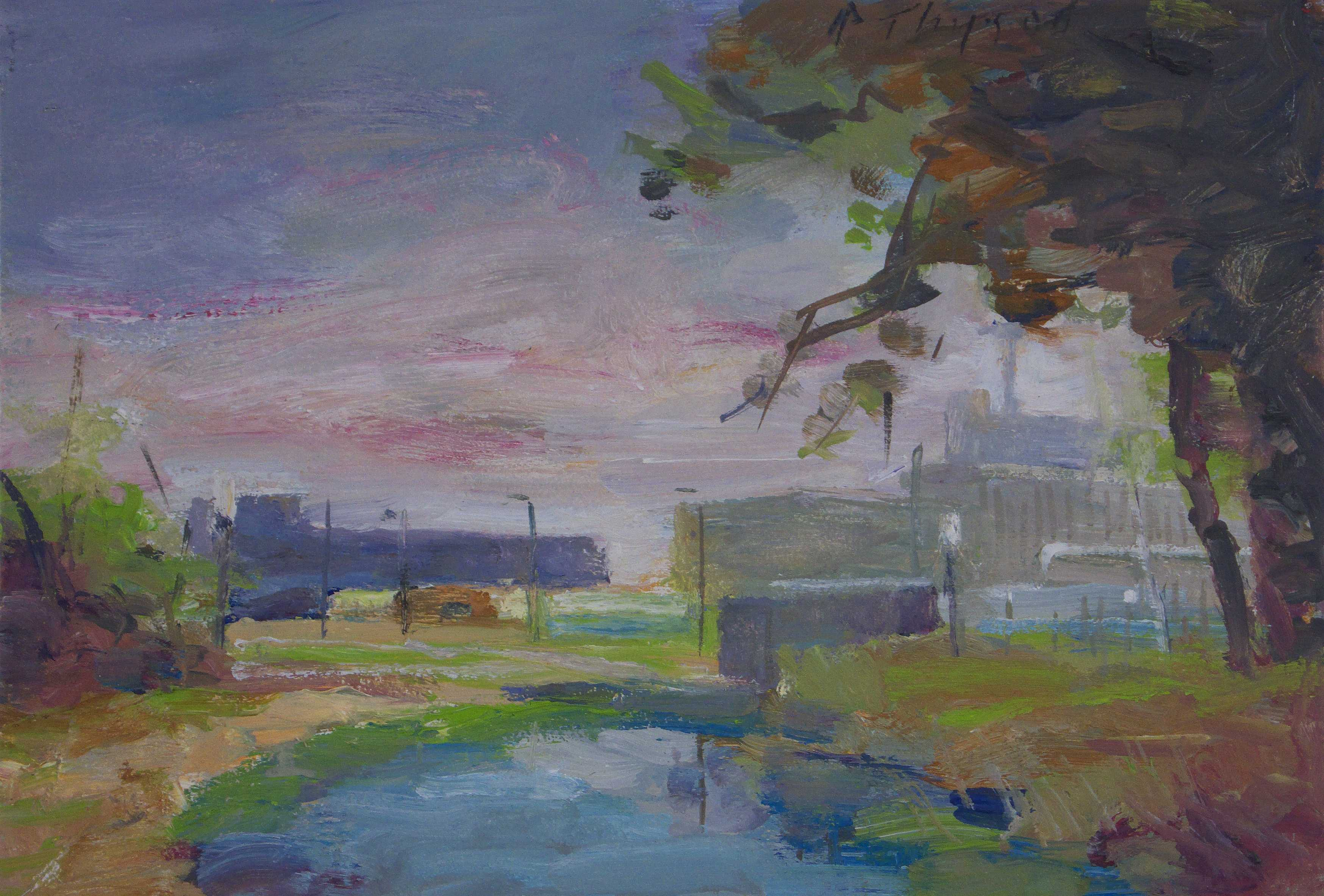
Brainport idealizado pela Philips

## Região Brainport Eindhoven

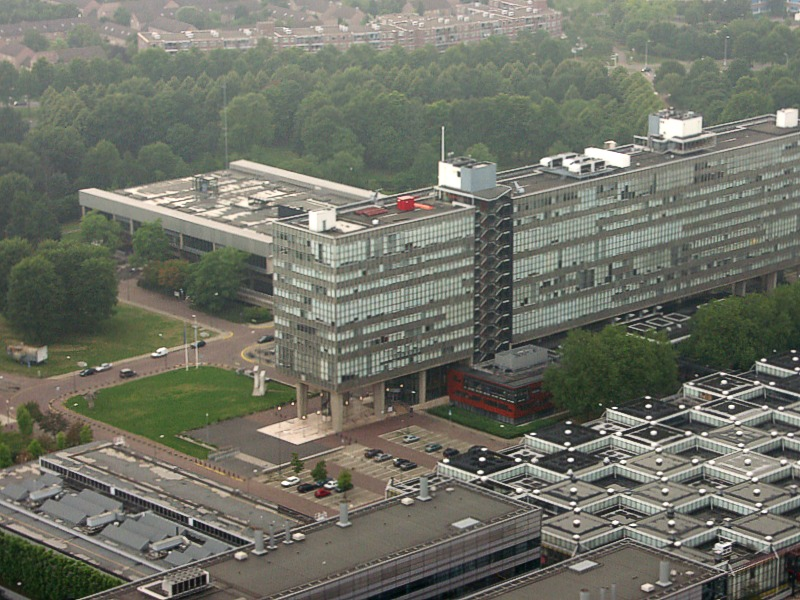
Universidade Tecnológica de Eindhoven

BrainPort é uma região de empreendimentos em tecnologia situada em Eindhoven, Holanda. Com uma premissa de tornar-se além de apenas um local no mapa, a filosofia visionária da região atrai investidores e empresas das mais diversas áreas para vitalizar seu ecossistema intelectual. A presença de empresas multinacionais, como a Philips, marcaram o início do desenvolvimento e modernização do local após a segunda guerra mundial. 

## Origem
Por anos, o Intelligent Community Forum elegeu a cidade de Eindhoven como uma das comunidades mais inteligentes do mundo, alcançando o primeiro lugar em 2011.  Tal avaliação se deve aos altos investimentos em desenvolvimento técnico-científico da região que gera, por exemplo, uma alta taxa de patentes geradas por ano se comparada às cidades concorrentes. Eindhoven consegue gerar em média 22,6 patentes a cada dez mil habitantes, contra 8,9 patentes/10.000 habitantes de São Francisco, que ocupa a segunda posição, tornando esta pequena cidade do Brabante do Norte neerlandês a mais inovadora do mundo.

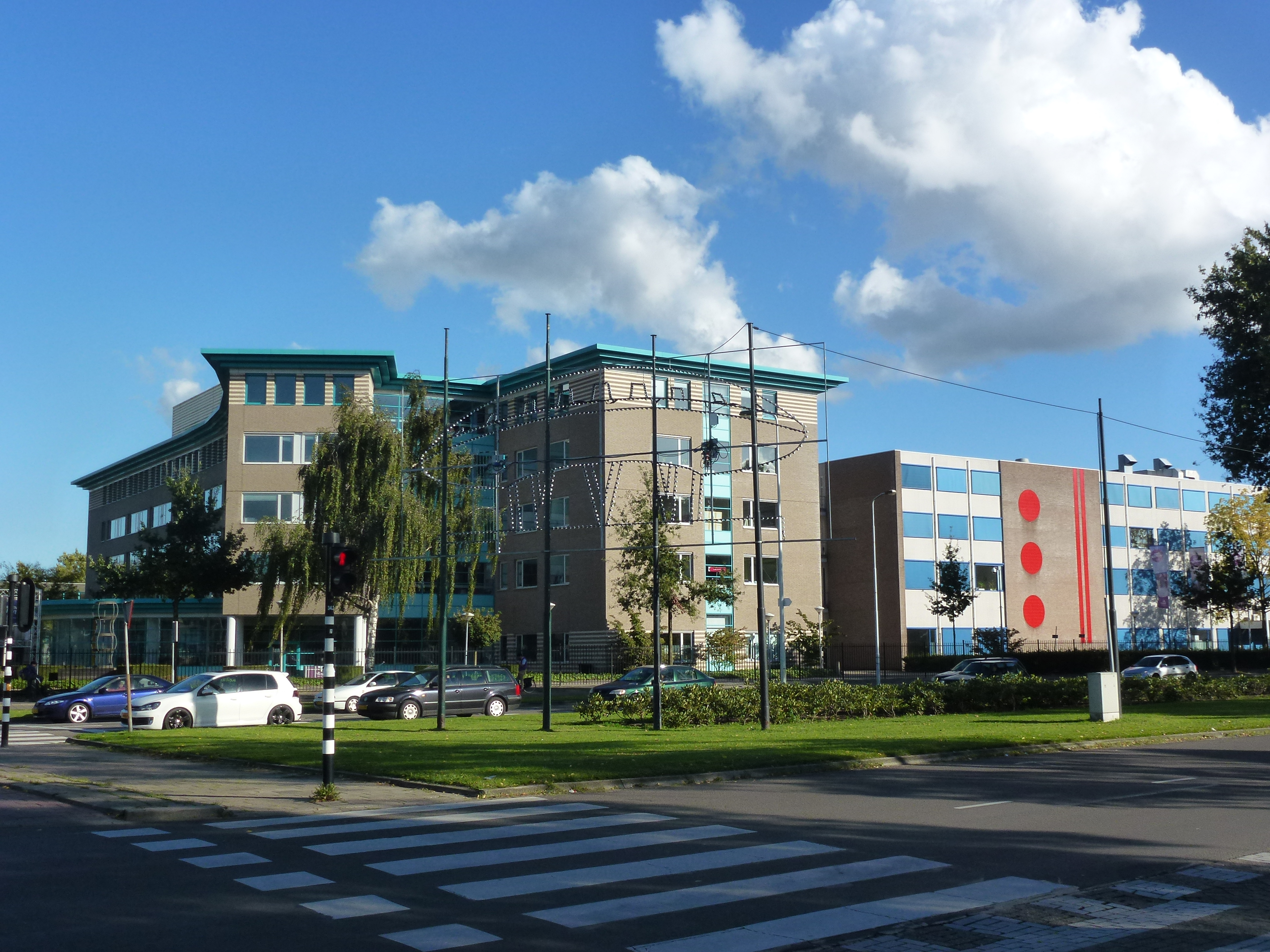
Universidade Fontys

A presença de duas faculdades de tecnologia renomadas dão peso a este magnetismo por talentos. A cidade hospeda a Universidade Tecnológica de Eindhoven e a Fontys University, duas das melhores universidades do país, que trabalham em conjunto para aprimorar suas técnicas, compartilhar expertise, recursos humanos e infra-estrutura. 

### Panorama e Contexto
Enquanto o sistema de pesquisa e performances intelectuais estão entre as maiores do mundo, a Holanda peca em número de companhias inovadoras e quantidade de P&D. Mas estas são precisamente as áreas nas quais a região de Brainport possui excelência e é tomada como uma das regiões mais inovadoras da Europa, com boas perspectivas de fortalecer esta posição. 
Para responder ao alto impacto dos países emergentes em temas como mudanças climáticas e demográficas, inovações tecnológicas e globalização, o governo holandês introduziu uma política baseada em nove setores, que alinha seu crescimento e esforço com a política europeia, incluindo foco nas áreas sociais. O setor chefe de Tecnologia de Ponta e Materiais que pertence à região Brainport em Eindhoven possui boa base para se beneficiar destas políticas e alavancar ainda mais sua economia.

## Setores em Destaque
Os cinco setores em destaque da Brainport -- Automativo, Design, Alimentício, Sistemas de Alta Tecnologia e Materiais e LifeTec -- são responsáveis por 16% dos trabalhos no Brabante Sudeste, sendo todos eles geradores de empregos em outros setores e chaves para economia nacional. 
O maior destaque fica com o setor de Tecnologia e Materiais, que emprega mais de 40.000 pessoas, equivalente a um bem de 10% de todos os empregos da região, tendo o setor automotivo conquistado o maior crescimento em 2011, atingindo a marca dos 18%. 

Europa em Patentes

### Número de Patentes por Região (2007)[4]
1. Brainport: 1.106 patentes
2. Estocolmo: 851 patentes
3. Munique: 844 patentes
4. Paris: 767 patentes
5. Berlim:726 patentes

### Tecnologia
A região Brainport se destaca quando se trata de indicadores em tecnologia. O total de investimentos em P&D equivale a 390 milhões de euros de cofres públicos e 2.1 bilhões de fundos privados. Mesmo com o crescimento em gastos públicos, ainda é uma divisão bem desequilibrada se comparado a outras regiões de alto impacto na Europa. 
Quatro em cada dez companhias inovadoras na região cooperam em inovação e a parcela de parcerias internacionais é significantemente maior do que a média nacional. Embora as vendas dos produtos inovadores tenham caído nos últimos anos, ainda é três vezes maior que a média nacional. 
A forte posição internacional que emerge dos representantes é uma característica importante para a região. Vários estudos revelam que o conhecimento está adquirindo uma dimensão crescentemente internacional. Mais países estão fazendo pesquisa em colaboração com a região e a presença de uma infra-estrutura de pesquisa de larga escala é uma âncora vital para tanto a multidisciplinaridade quanto para a formação de redes, talentos e spin-offs econômicos. 